# Tichon (Woinow)
Tichon, imię świeckie: Timofiej Wasiljewicz Woinow (ur. 11 lutego?/21 lutego 1655 w Niżnym Nowogrodzie, zm. 13 marca?/24 marca 1724) – rosyjski biskup prawosławny.

## Życiorys

### Życie mnisze
Był synem Wasilija Iwanowicza Woinowa i jego żony Fieodory, wywodził się z jednej z najzamożniejszych rodzin kupieckich w Niżnym Nowogrodzie i w całej Rosji. Ojca i matkę stracił w wieku czterech lat, gdy oboje padli ofiarą zarazy. Wychował się w domu ciotki, Natalii Samariny, od dzieciństwa był blisko związany z niżnonowogrodzką parafią św. Dymitra Sołuńskiego. W wieku siedemnastu lat, pragnąc uniknąć zaaranżowanego przez opiekunkę małżeństwa, udał się do monasteru św. Mikołaja pod Niżnym Nowogrodem, jednak po pół roku został zmuszony do powrotu do domu. W 1676 lub 1677, po śmierci ciotki, rozdał cały majątek niżnonowogrodzkim monasterom, parafiom oraz ubogim i został posłusznikiem w monasterze Zwiastowania w swoim rodzinnym mieście. Wieczyste śluby mnisze złożył 8 kwietnia 1677, przyjmując imię zakonne Tichon.
W 1678 mnich Tichon udał się do Moskwy razem z mnichem Irynarchem, który miał w stolicy odebrać od patriarchy Joachima godność archimandryty. Joachim polecił młodemu duchownemu pozostać na swoim dworze. Tichon przyjął święcenia diakońskie 9 grudnia 1678 z rąk metropolity rostowskiego Jonasza. W 1679 Tichonowi powierzono opiekę nad patriarszą zakrystią, zaś w 1682 brał udział w koronacji carów Iwana i Piotra. Według zachowanego opisu ceremonii właśnie on prowadził władców do ołtarza, by przyjęli tam Komunię Świętą. Tichon zachował dotychczasowe obowiązki także po śmierci Joachima i wyborze nowego patriarchy Adriana. On wyświęcił go na hieromnicha 20 lutego 1692, a 3 kwietnia tego samego roku nadał mu godność archimandryty i mianował przełożonym Monasteru Nowospasskiego.

### Biskup
21 kwietnia 1695 archimandryta Tichon przyjął chirotonię biskupią i został metropolitą sarskim i podońskim (krutickim). W latach 1695–1697 hierarcha sfinansował wzniesienie i wyposażenie w Niżnym Nowogrodzie nowego soboru Zwiastowania, na miejscu cerkwi św. Dymitra Sołuńskiego, do której sam niegdyś uczęszczał.

#### Metropolita kazański
W 1699 został metropolitą kazańskim i swijaskim. Do Kazania przybył w roku następnym, w styczniu tego roku był już w mieście.
Tichon zapewniał listownie Piotra I o pełnym poparciu dla jego reform, także dotyczących Cerkwi, w rzeczywistości jednak odnosił się do polityki cara sceptycznie, nie popierając ingerencji w działalność Kościoła. W 1705 car czasowo odebrał metropolicie kazańskiemu jego dom w Moskwie dla umieszczenia w nim jeńców szwedzkich, a następnie na mieszkanie dla mnichów Sofroniusza i Joannicjusza (Lichudów) i ich uczniów ze Szkoły Słowiańsko-Grecko-Łacińskiej. Tichon bez powodzenia ubiegał się o zwrot budynku, który przekazano eparchii kazańskiej z powrotem dopiero w 1723. Trzy lata wcześniej metropolita wzniósł nową rezydencję w Petersburgu, zgodnie z poleceniem cara, by w nowej stolicy Rosji powstały takie siedziby wszystkich biskupów.
Metropolita przez dłuższy czas godził się z konfiskatami majątku cerkiewnego dokonywanymi na polecenie cara, dopiero w 1721 polecił należącym do siebie chłopom powstrzymać się od wykonywania narzuconym im prac na rzecz państwa (następnie jednak odwołał te polecenia).
Jako pierwszy biskup od czasów metropolity Hermogena ożywił działalność misyjną wśród nierosyjskiej i nieprawosławnej ludności eparchii, kierując kazańskie duchowieństwo do wsi zamieszkiwanych przez Maryjczyków. W celach misyjnych w 1716 utworzył pod Czeboksarami monaster Spotkania Pańskiego. Zasugerował również zwalnianie nowo ochrzczonych z niektórych podatków oraz ze służby wojskowej na okres trzech lat. Działania takie zostały usankcjonowane w 1720 przez Senat, jednak ich praktycznie wykonywanie różniło się zależnie od postawy miejscowych urzędników. Według metropolity Sylwestra, następcy Tichona na katedrze kazańskiej, w czasie sprawowania przez niego urzędu ochrzczonych zostało 3200 osób. Tichon rozbudował również podmiejski dom biskupi na jeziorze Kabań. W dalszym ciągu wspierał monastery i cerkwie w swoim rodzinnym mieście, którym przekazywał dary pieniężne lub rzeczowe. Nie prowadził natomiast prawdopodobnie żadnej działalności przeciwko licznym na terenie eparchii kazańskiej staroobrzędowcom, co polecał mu Świątobliwy Synod Rządzący.
Jako pierwszy wystąpił z inicjatywą założenia w Kazaniu szkoły duchownej. W 1707 zgromadził w Kazaniu 32 chłopców z rodzin pochodzenia nierosyjskiego, by przygotować ich do przyjęcia święceń kapłańskich. Dwuletni kurs ukończyło pięciu słuchaczy, których zapewne wysłano następnie do pracy duszpasterskiej w parafiach, dwadzieścia osób ukończyło jedynie kurs horologionu, zaś pięciu zmarło. W 1709 gubernator kazański Piotr Apraksin nakazał zamknąć szkołę, prawdopodobnie po to, by fundusze przeznaczane na jej utrzymanie mogły być skierowane na cele państwowe. Szkoła duchowna w Kazaniu powstała w 1723 na mocy postanowień Duchownego Reglamentu wydanego dwa lata wcześniej, nakazującego otwierać szkoły słowiańsko-łacińskie w każdej eparchii. Pierwszą siedzibą szkoły był dom biskupi w Kazaniu, a na pierwszy rok przyjęto 52 uczniów, z których jednak tylko dwóch ukończyło pełny kurs i zostało uznanych za zdatnych do kapłaństwa. Szkoła ostatecznie zaprzestała działalności po śmierci Tichona, do przyjazdu jego następcy do Kazania.
W 1719 Tichon został fałszywie oskarżony o zdradę, zdołał jednak wytłumaczyć się przed carem Piotrem, którego w 1722 przyjmował w Kazaniu, a następnie towarzyszył w podróży do Bołgaru. Rok wcześniej metropolita prosił o prawo przejścia w stan spoczynku, jednak jego prośba nie spotkała się z żadną reakcją Synodu. Pozytywną odpowiedź otrzymał dopiero na drugą prośbę, z 1723, w której Tichon powoływał się na swój podeszły wiek i zły stan zdrowia. Zmarł rok później. Z powodu skomplikowanej procedury wydawania przez Synod zgody na pogrzeb biskupa, został pochowany dopiero pięć miesięcy później w soborze Zwiastowania w Kazaniu.